# Gobiesox strumosus
Gobiesox strumosus är en fiskart som beskrevs av Cope, 1870. Gobiesox strumosus ingår i släktet Gobiesox och familjen dubbelsugarfiskar. Inga underarter finns listade i Catalogue of Life.